# Jätteberget (naturreservat)
Jätteberget är ett naturreservat i Degerfors kommun i Örebro län.
Området är naturskyddat sedan 2009 och är 165 hektar stort. Reservatet består av gammelskogar och myrmarker.